# Batalla del Baluard de Santa Clara
La batalla del Baluard de Santa Clara fou un episodi destacable del setge de Barcelona durant la Guerra dels Catalans (1713-1714), la darrera campanya militar de la Guerra de Successió Espanyola a Catalunya. Fou el segon intent borbònic seriós d'assaltar la ciutat de Barcelona. Tingué lloc a la nit dels dies 12, 13 i 14 d'agost de 1714. Gràcies a la crònica de Francesc de Castellví i Obando i les notes dels oficials borbònics en sabem molts detalls.

## Antecedents
El 14 de març de 1713 a Utrecht els plenipotenciaris de Carles d'Àustria firmaren el «Conveni per a l'evacuació de Catalunya». Aquest tractat fou ratificat el 22 de juny de 1713 pels representants de Felip V i Carles d'Àustria en el «Conveni de l'Hospitalet», que establia la fi de la guerra per l'1 de juliol de 1713. Però malgrat el tractat els Tres Comuns de Catalunya —institucions d'autogovern catalanes— convocaren una Junta General de Braços de Catalunya que el 9 de juliol de 1713 proclamà unilateralment que continuaven la guerra contra Felip V i contra França. Evacuades les tropes austriacistes, ocupada quasi tota Catalunya per les tropes borbòniques, i reduïts els resistents a Barcelona, els Tres Comuns alçaren ràpidament l'exèrcit de Catalunya nomenant-ne per general comandant Antonio de Villarroel.
Finalment el 25 de juliol de 1713 les tropes borbòniques al comandament del duc de Pópoli van arribar davant les muralles de Barcelona. Tot seguit Pópoli va sol·licitar l'obediència de la ciutat a Felip V, sol·licitud rebutjada el mateix dia. Davant la impossibilitat de prendre Barcelona a l'assalt per la manca d'artilleria pesant que pogués abatre les muralles i limitat per les carències tècniques i tàctiques de les tropes de Felip V, Popoli va adoptar l'estratègia que des de feia segles s'havia seguit en els setges als quals s'havia sotmès Barcelona. Va bloquejar la ciutat per terra i va centrar el millor de les seves tropes a la conquesta de la fortalesa de Montjuïc des de la qual, una vegada presa, podria obligar a la rendició de la ciutat.
Després d'onze mesos d'infructuós bloqueig, finalment el 6 de juliol de 1714 el duc de Pópoli fou destituït en el general comandament borbònic essent substituït pel mariscal de França duc de Berwick. El mariscal portava 10 batallons de veterans francesos foguejats en les batalles de Ramillies, Malplaquet, i Denain, i que venien a sumar-se als cinc batallons arribats el 26 de juny, i que calia afegit al cos expedicionari francès que sota el comandament del marquès de Guerchy havia contribuït des del juliol del 1713 al bloqueig de la ciutat. Berwick va rebutjar completament l'estratègia que fins llavors havia seguit el Duc de Pópoli respecte a Montjuïc i va centrar la seva atenció a l'altre costat de la ciutat, davant la muralla de Llevant, on el terreny pantanós facilitava l'excavació. Va ordenar obrir la Trinxera d'Atac la nit del 12 al 13 de juliol emprant a centenars de treballadors forçats: era la primera paral·lela; el compte enrere havia començat.
El dia 12 d'agost de 1714 els borbònics es disposaren a assaltar la ciutat, que fins aquell dia havia rebut una intensa pluja d'artilleria que, sota les ordres del Duc de Berwick, s'havia concentrat a la part oriental de Barcelona per a inutilitzar o enrunar la part defensiva d'aquella zona.

## El Baluard
El Baluard de Santa Clara era una torre defensiva en forma pentagonal a l'est de la ciutat, entre els baluards del Portal Nou al nord i el de Llevant al sud; on abans hi havia el Portal de Sant Daniel. S'ha de tenir en compte que els baluards de la ciutat de Barcelona s'emmarquen en l'ampliació i modernització del sistema defensiu de la ciutat que tingué lloc a mitjan segle xvi on, bàsicament, es crearen els baluards i s'excavaren uns valls (semblants als fossats medievals) entre la muralla i el camp obert de la plana barcelonina. L'objectiu dels baluards era el d'evitar punts cecs a l'hora de defensar la muralla.
El Baluard de Santa Clara havia estat objecte d'intensos atacs artillers per part de les tropes borbòniques. El control del baluard resultava clau per a poder assaltar la ciutat per l'anomenada bretxa reial, situada entre el Baluard de Santa Clara i del Portal Nou, sense patir importants baixes. Així doncs, el baluard presentava greus desperfectes com la Torre de Sant Joan, antany apta per a col·locar-hi artilleria, estava completament destruïda. Diferents punts del baluard presentaven forats i enderrocs fins a formar, en alguns punts, bretxes accessibles pels assaltants. S'ha de dir també que part del baluard era de terra i fang i el vall molt poc profund. Amb tot, els defensors havien construït diferents barricades a l'interior del baluard i una casa petita al centre del baluard també podia servir per a la defensa.

## Desenvolupament de la Batalla

### Assalt del dia 12
Berwick planificà l'assalt centrant-se primer a conquerir els dos baluards per a, després, penetrar per la bretxa reial. L'assalt borbònic del dia 12 tingué dos fronts: el Baluard del Portal Nou i el de Santa Clara. Els borbònics també utilitzaren mines que havien instal·lat sota els baluards mitjançant túnels subterranis. L'assalt durà tot el dia i esdevingué una autèntica carnisseria per als borbònics. Tot i que arribaren a controlar els dos baluards durant uns moments, la situació esdevingué insostenible pels assaltants i finalment es retiraren. La relació de baixes fou de 78 morts i 118 ferits per la part catalana, comptant el comandant Jordi de la Bastida que caigué ferit de mort, i 900 morts per la part borbònica segons documents de l'època. Cal destacar la Companyia d'Estudiants de Lleis, que emprengueren un sagnant combat a baioneta després de la mort del seu capità, el Catedràtic de Dret Marià Bassons, provocant una important matança al Baluard de Santa Clara.
L'assalt borbònic fracassat del dia 12 d'agost significà un cop molt dur per a Berwick, que decidí empendre un nou atac vint-i-quatre hores després tot aprofitant la nit. L'objectiu era el mateix: conqueir els dos baluards per a facilitar la penetració per la bretxa reial. Aquesta vegada Berwick ho disposà tot per a un assalt de llarga durada. L'avantguarda borbònica estava composta per aproximadament 1.500 homes i comandada pel brigadier Sauneboeuf que serien defensats pels morters, situats a la rereguarda de l'assalt. La defensa del Baluard de Santa Clara estava comandada pel Tinent Coronel Pere de Padilla, que Antoni de Villarroel nomenà en substitució de Jordi de la Bastida. Els defensors destinaren 170 homes, la majoria membres de la Coronela de les companyies de Fusters i d'Escudellers. S'ha de tenir en compte que la immensa majoria dels defensors de la ciutat no eren soldats professionals sinó artesans, menestrals, estudiants, refugiats i pagesos dels diferents territoris de la Corona d'Aragó i, sobretot, de Barcelona.

### Assalt del dia 13
A les 10 de la nit del dia 13 d'agost s'inicià l'assalt al Baluard de Santa Clara. Berwick simulà un atac general per a confondre els defensors i amb la intenció de conquerir el baluard amb més o menys facilitat. Els primers combats es dugueren a terme al peu de la bretxa, on els piquers francesos havien de coronar el munt de runes i obrir pas a la resta de les tropes borbòniques cap a l'interior del baluard. Hagueren de fer front a una pluja de bales de la companyia de Fusters, que en un primer moment evitaren el coronament de la bretxa per part dels piquers. La companyia d'Escudellers i el Regiment de la Diputació s'ocuparen de disparar a les tropes borbòniques disposades al vall, sota el baluard, tot i l'obscuritat de la nit. Finalment s'arribà al cos a cos, fet que provocà l'atac borbònic a la primera barricada després de patir greus baixes, sobretot entre els piquers. Després de gairebé dues hores de combat, els borbònics s'apoderaren de les dues primeres línies de barricades, conquerint la part frontal del baluard. La Companyia de Fusters quedà pràcticament exterminada.
Els fugitius dels primers combats, juntament amb les tropes de reforç que s'enviaren començaren, a construir una altra barricada tocant el peu de la muralla medieval i aprofitant el vall interior. Se serviren en gran part de les arneres de les primeres barricades que pogueren enretirar abans de cedir-les als borbònics. Això facilità el foc dels fusellers dels Escudellers i el Regiment de la Diputació, que des de la gola o entrada al baluard disparaven a les tropes borbòniques que es mig protegien en unes barricades molt desballestades pels defensors. Amb tot, els borbònics continuaren l'atac amb la intenció de no donar temps als catalans de reorganitzar-se. El primer intent fou el de conquerir l'estret passatge que donava al portal de Sant Daniel, protegit per una barricada ben a prop d'una altra bretxa. Allí foren rebutjats per una pluja de bales. Finalment, i després d'intentar-ho repetidament, els borbònics ocuparen la caseta del centre del baluard. Els sapadors francesos treballaren en les tasques d'ampliació de les barricades i fins les acceleraren per a poder cobrir millor l'avanç de les tropes.
Després de poc més de dues hores de combats, el tinent mariscal Antoni de Villarroel ordenà el reforçament del baluard de Santa Clara per tal d'evitar la penetració enemiga. La simulació d'un atac general per part de Berwick les endarrerí, ja que es destinaren per a protegir llocs sense perill d'assalt. Així doncs, arribaren més regiments de la Coronela on podem comptar els de la Concepció i el Regiment de Nostra Senyora del Roser més els granaders de Santa Eulàlia. També es reforçà l'entrada al baluard amb un Batalló sencer de la Coronela. Recordem que un batalló estava constituït per 700 homes.
Els següents combats es dugueren a terme al nord de la nova barricada, molt a prop de l'altra barricada, abans esmentada, que protegia el passatge cap al Portal de Sant Daniel. Tot i que en un primer moment es perdé aquest tram, el contraatac català el recuperà de nou després d'un combat molt dur on els dos bàndols perderen moltes tropes. Aquesta petita victòria situà la batalla al punt anterior, sense cap progrés per als borbònics, que patien per un nou fracàs com el del dia anterior. Fou en aquest punt quan s'instal·laren morters per a contrarestar els dels borbònics. Els catalans iniciaren un nou contraatac que aconseguí travessar les barricades enemigues, però que resultà fracassat a causa de la quantitat de baixes i els nuls progressos que aconseguí. Esmenta Francesc de Castellví en la seva crònica que el contraatac fou una temeritat per part dels oficials, que simularen una ordre directa de Villaroel.
Amb tot, també hi hagué un atac català pel vall provinent dels baluards de Llevant i del Portal Nou, on es pot comptar al coronel Saavedra. Tanmateix, les trinxeres i barricades que els borbònics havien instal·lat al peu de la bretxa feren fracassar l'atac. Aquests dos contraatacs fracassats feu decidir a Antoni de Villarroel i a Rafael Casanova a no intentar cap nou contraatac fins que fos de dia. Així doncs, s'ordenà reforçar les barricades.

### Contraatac català del dia 14
En aquesta situació d'atacs i contraatacs que durà gairebé tota la matinada, esdevingué un accident a les barricades catalanes que hauria pogut esdevenir fatal. A les quatre de la matinada esclatà uns sacs de granades de mà i una reserva de pólvora a causa del foc dels fusells. L'explosió matà vora 70 catalans i creà el pànic a la trinxera, el que provocà la fugida de part dels defensors. Alguns borbònics, sobresaltats per la gran explosió, també fugiren, fet que no els permeté d'aprofitar l'oportunitat. Amb tot, l'ordre fou restablert. En els combats que se succeïren quedà ferit Pere de Padilla, que fou substituït pel Tinent Coronel Antoni Díez i, per la banda borbònica, caigué Sauneboeuf. Quan clarejà Villarroel donà noves instruccions per a l'organització de les barricades i el reforçament de la defensa i també renovà la guarnició per a reemplaçar les esgotades companyies que havien lluitat tota la nit. Entraren en combat les companyies de Sabaters, de Notaris Públics i la gairebé exterminada d'Estudiants de Lleis. Cap al migdia fou renovada la tropa borbònica, que tot i els atacs de la nit, només havien pogut conquerir la meitat del baluard. Així doncs, entraren en combat noves tropes borbòniques entre les quals podem comptar cinc batallons de les Guàrdies Espanyoles i Valones així com diferents oficials i brigadiers espanyols. És important dir que, tot i que hi havia una important presència de tropes espanyoles, la major part de l'exèrcit borbònic era francès, i també la majoria de mariscals i generals.
Al matí del dia 14 la defensa catalana s'organitzà per tal de fer un contraatac a les barricades que controlaven els borbònics. S'incorporaren tropes de refresc i s'ocultaren fusellers entre les ruïnes de l'antiga Torre de Sant Joan. Simultàniament s'organitzà un atac pel vall, al peu del baluard, on atacarien uns 500 fusellers i soldats de la Coronela amb una reserva de 300 homes. Al migdia s'inicià el contraatac català per a foragitar els borbònics del baluard. La metralla dels canons, el foc dels fusellers situats a la Torre de Sant Joan i els morters causaren importants baixes entre les tropes franco-espanyoles. Llavors començà l'atac. La nova barricada que construïren els sapadors filipistes, que anava de nord a sud per a protegir el centre del baluard pel flanc, fou objecte del contraatac, que resultà fructífer a causa de les importants baixes que el foc d'artilleria i la metralla havien ocasionat. Es penetrà a la barricada i s'inicià un important combat cos a cos pel control d'aquella zona. Paral·lelament també s'atacà la barricada frontal que al començament de la batalla estigué sota control català i que ara servia per a protegir l'entrada de tropes de refresc per la bretxa. La conquesta de la barricada del flanc fou un èxit a causa de les baixes borbòniques i perquè els oficials filipistes se centraren en la protecció de la barricada frontal. S'inicià llavors un atac combinat de les dues forces catalanes en forma de pinça amb l'objectiu de conquerir la barricada central i poder, des de la punta del baluard, donar suport al contraatac pel vall. Finalment la bretxa del baluard fou bloquejada pel foc defensor i les tropes assaltant que restaren al baluard exterminades.

## Balanç de la batalla
La Batalla del Baluard de Santa Clara durà prop de 16 hores i fou, pel nombre de morts i la seva crueltat, més important que moltes batalles a camp obert que havien tingut lloc durant la Guerra de Successió. La relació de baixes fou lleugerament superior per la part catalana que per la part borbònica a causa, sobretot, dels fallits contraatacs nocturns. Després de la batalla Berwick hagué de confessar el fracàs de la seva estratègia amb la pèrdua del 10,8% del total de les seves tropes des que ell n'era el màxim responsable. Pocs dies després de la derrota Berwick envià una carta a Lluís XIV exposant el que havia succeït:
| « | [Traducció del francès] V.M. veurà, pel que tinc honor de dir-li, que els enemics es defensen com desesperats, potser millor que ho farien tropes reglades; de manera que aquesta feina esdevé seriosa i llarga, ja que no convé d'arriscar novament una acció d'alguna importància abans de posar-nos en estat d'atacar les bretxes del cos de la plaça, vist que això podria refredar les nostres tropes i hi perdríem les millors. Tirarem endavant, tan assenyadament com serà possible. | » |

La ràbia dels oficials franco-espanyols era molt gran a causa de les dues derrotes seguides. Berwick feu cas omís de les peticions que li arribaren de tornar-ho a intentar. Berwick decidí canviar d'estratègia i desgastar encara més les defenses catalanes. Es plantejà un setge llarg, com diu a la carta, en lloc de l'assalt ràpid i contundent que planejà i fracassà.
Per la banda catalana les baixes foren importantíssimes. S'havia rebutjat un segon intent d'assalt i la moral era alta, però les xifres eren preocupants. Més endavant s'intentaria burlar el bloqueig terrestre per a introduir-hi tropes de l'interior del país, provinents de les partides de Rafael Nebot i voluntaris; però resultà fracassat. Les baixes de la Batalla del Baluard de Santa Clara foren decisives en el resultat final del setge, el dia 11 de setembre de 1714.